# Tres tesoros (medicina china)
Los Tres Tesoros o también, las Tres Joyas (chino: 三寶; pinyin: sānbǎo; Wade-Giles: san-pao) son uno de los fundamentos teóricos de la medicina tradicional china y de prácticas como el neidan, el qigong o el tai chi. También se conocen como jing, qì y shen (chino: 精氣神; pinyin: jīng-qì-shén; Wade-Giles: ching ch'i shen; "esencia, aliento o espíritu").
Catherine Despeux lo resume así:

Jing, qi y shen son tres de las principales nociones compartidas tanto por el taoísmo como por la cultura china. A menudo se hace referencia a ellos como los Tres Tesoros (sanbao 三寶), una expresión que revela inmediatamente su importancia y la estrecha relación que existe entre ellos. Las ideas y prácticas asociadas a cada término, y a los tres en su conjunto, son complejas y varían considerablemente en los distintos contextos y periodos históricos.
Despeux, 2008, p. 562

## Etimología y significado
El nombre chino sanbao se refería originalmente a los "Tres Tesoros" taoístas del Daodejing, capítulo 67. Se trata de la "piedad", la "frugalidad" y el "rechazo a 'lo más importante bajo el cielo'". Posteriormente también se ha utilizado para referirse al jing, el qi y el shen, y a las Tres Joyas budistas (Buda, Dharma y Sangha). Sin embargo, esta última asociación no es correcta, ya que las Tres Joyas en el budismo son una filosofía completamente diferente. Asi, en el caso del budismo, el Buda es el maestro, el Dharma es la enseñanza y la Sangha es la comunidad; por lo que las Tres Joyas del Budismo son los apoyos externos para alcanzar la realización, mientras que los Tres Tesoros del daoísmo son cualidades interiores o actitudes que hay que cultivar.
En las tradiciones chinas establecidas desde hace mucho tiempo, los "Tres Tesoros" son las energías esenciales que sostienen la vida humana:
- Jing 精 "esencia nutritiva, esencia; espíritu, esperma, semilla; extracto; refinado, perfeccionado, cavidad abdominal inferior"
- Qì 氣 "aliento, espíritu; aire, vapor; vitalidad, energía, fuerza; vigor; actitud, cavidad abdominal"
- Shen 神 "espíritu; alma, mente; dios, deidad; ser sobrenatural, cavidad torácica superior"

Esta ordenación jing-qi-shen es más utilizada que las variantes qi-jing-shen o shen-qi-jing.

## Neidan

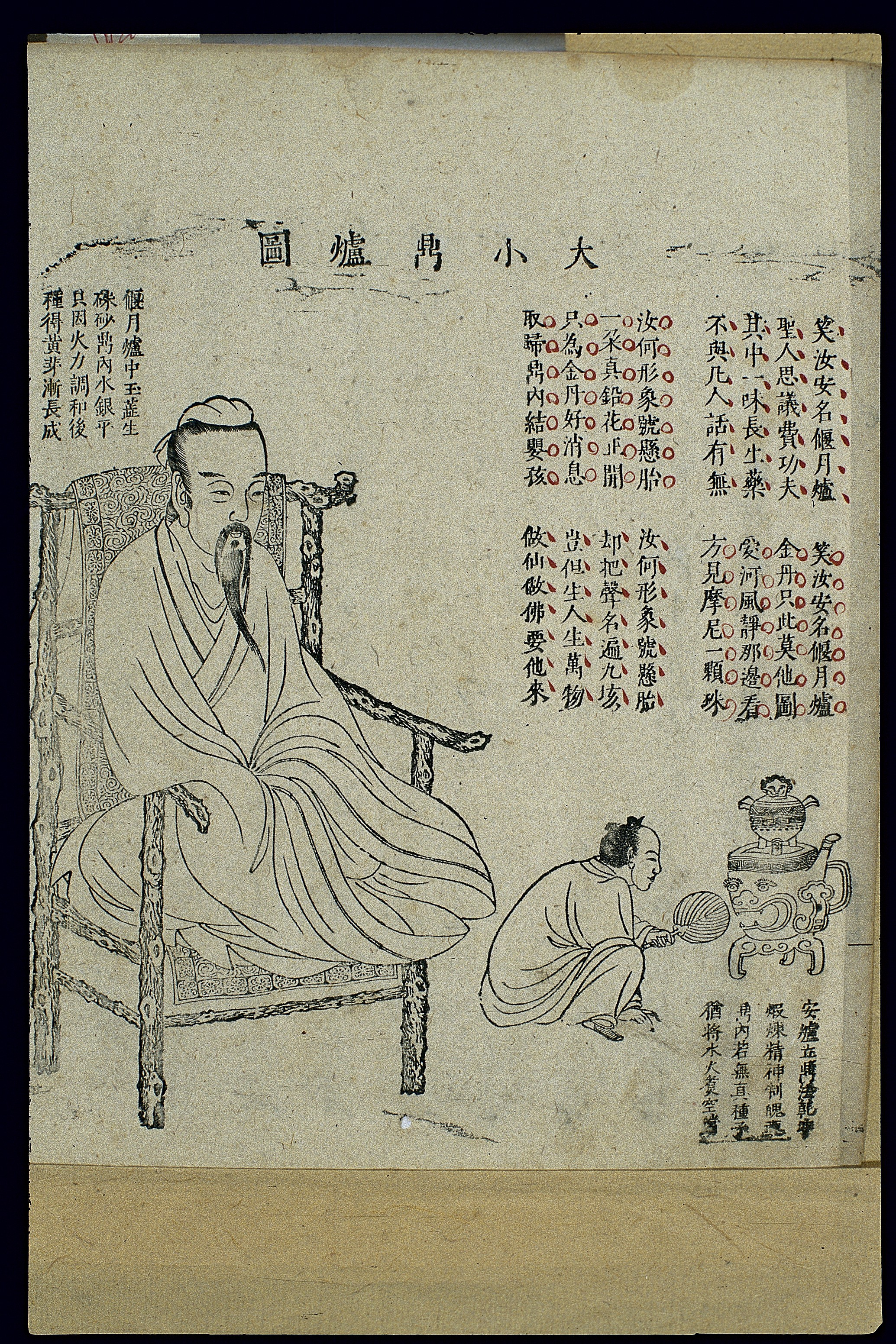
Xilografía del 'Caldero y horno grande y pequeño' de Puntos sobre la naturaleza espiritual y la vida corporal, Xingming guizhi, un texto taoísta sobre alquimia interna publicado en 1615. En el lenguaje figurativo del neidan, el "caldero" (ding) se refiere a la cabeza y el "horno" (lu) al abdomen; el "gran caldero" es el lugar del refinamiento del jin, el qi y el shen.

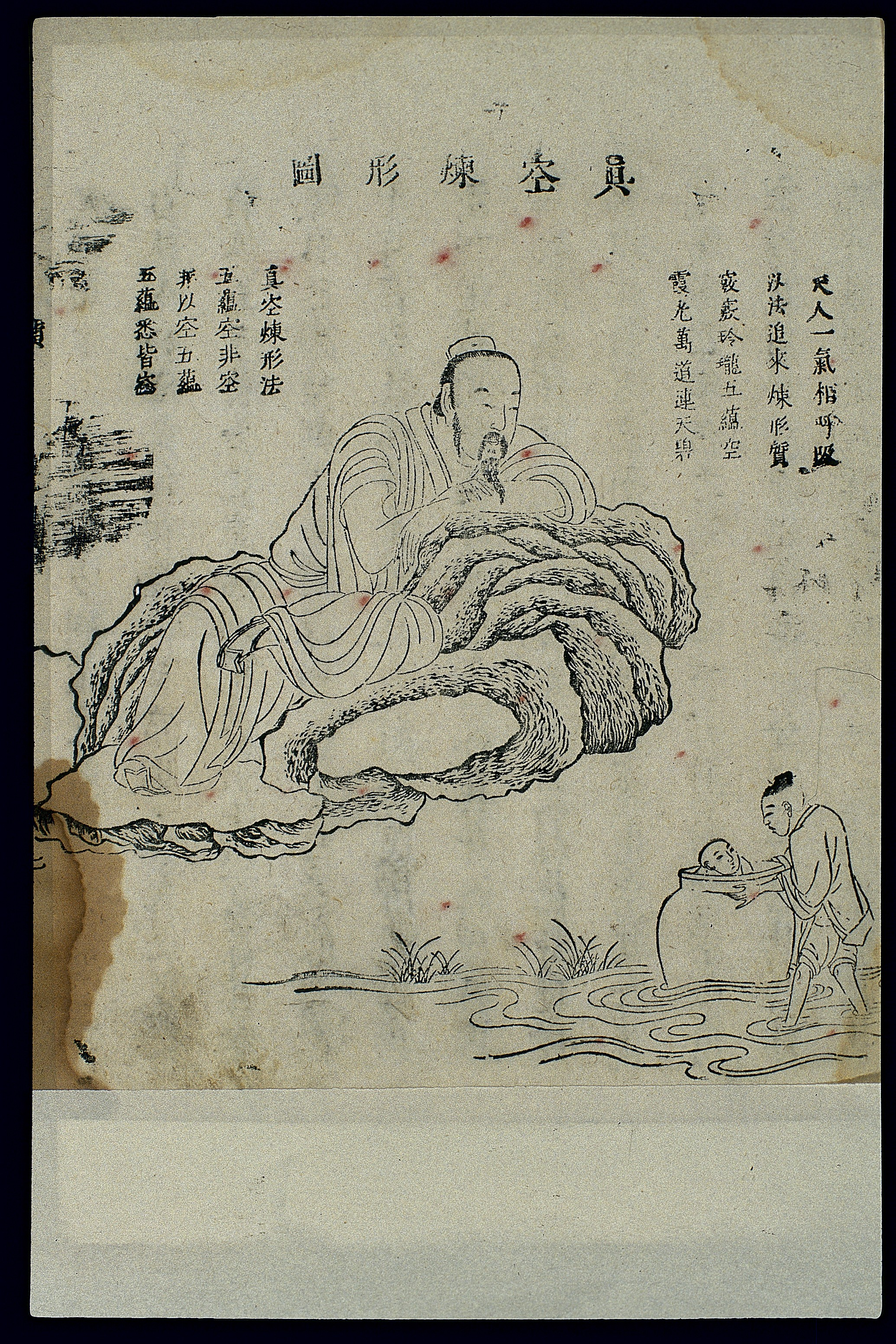
Xilografía de la práctica conocida como "Refinamiento de la forma en el Verdadero Vacío" (zhenkong lianxing) de Xingming guizhi de 1615.

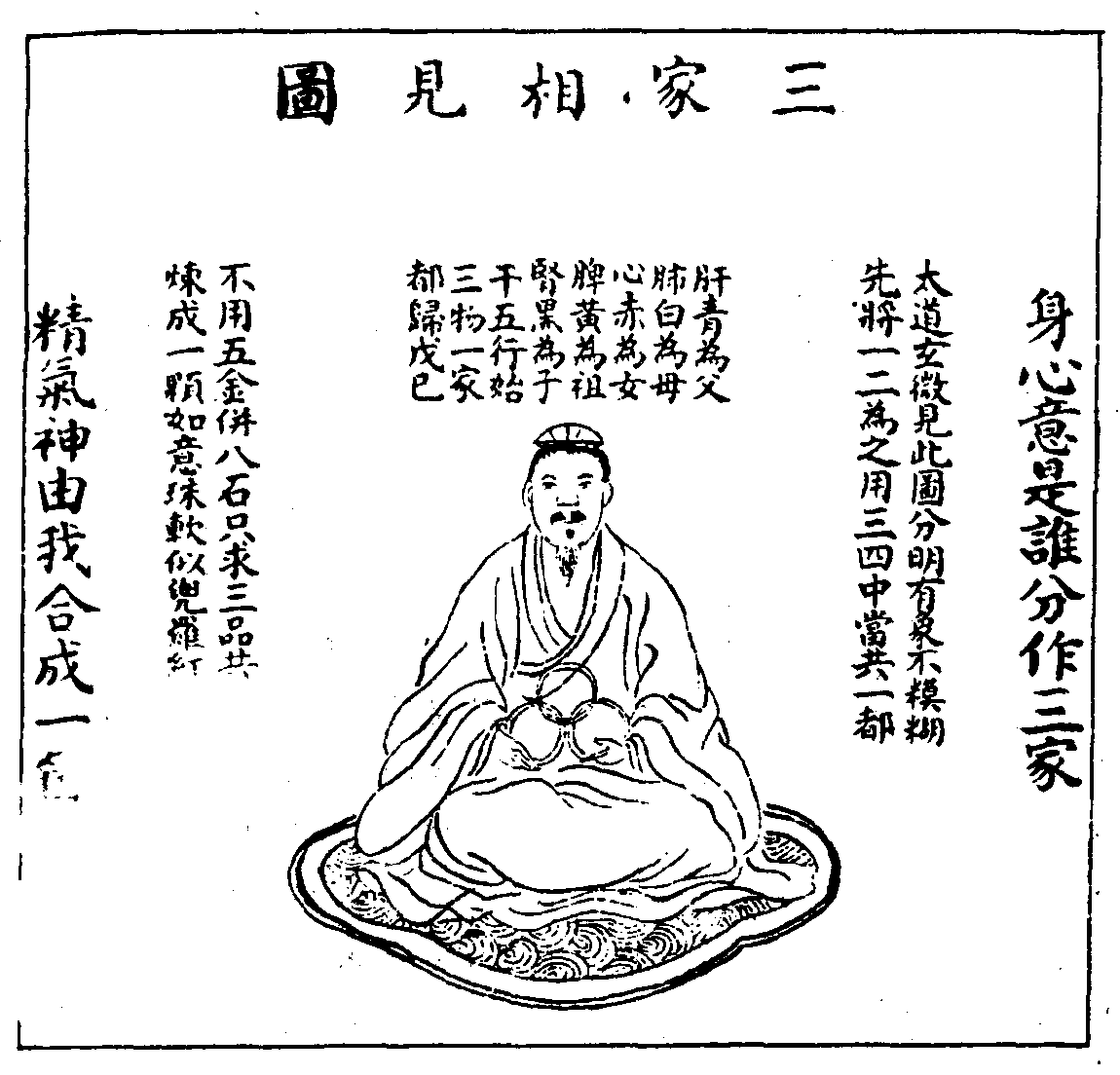
Reunión de las Tres Vitalidades 三家相見圖, 1615 Xingming guizhi.

Respecto a la practica del Neidan y su relación con los Tres Tesoros, la "Escritura del Sello Mental del Soberano de Jade Exaltado" (Gaoshang yuhuang xinyin jing (高上玉皇心印經), o la "Huella del Corazón" (Xinyin jing), es una valiosa fuente antigua sobre los Tres Tesoros.

Probablemente datado en la dinastía Song del Sur (1127-1279), este texto anónimo presenta una discusión simple y concisa de la alquimia interna (neidan 內丹). En particular, hace hincapié en los llamados Tres Tesoros (sanbao 三寶), a saber, la esencia vital (jing 精), el aliento sutil (qi 氣) y el espíritu (shen 神).
Komjathy, 2004, p. 29

El breve ensayo de Frederic H. Balfour sobre la "Huella del Corazón" (Xinyin jing) contiene la primera referencia occidental conocida a los Tres Tesoros:

"Existen tres grados del Elixir Supremo: el Espíritu, el Aliento y el Vigor Esencial".

### Cuatro etapas
En la práctica de la "alquimia interna" (neidan), la transmutación de los Tres Tesoros se expresa a través de la secuencia:
1. zhuji (築基)
"poner los cimientos"
2. lianjing huaqi (鍊精化氣)
"refinar la esencia en el aliento"
3. lianqi huashen (鍊氣化神)
"refinar el aliento en el espíritu"
4. lianshen huanxu (鍊神還虛)
"refinamiento del espíritu y vuelta a la vacuidad"

### Sanyuan
Tanto neidan como el neoconfucianismo y la medicina tradicional china distinguen entre "precielo" (xiantian 先天), referido a lo que es innato o natural, y "postcielo" (houtian 後天), referido a lo que se adquiere en el transcurso de la vida.
Los primeros son los "tres orígenes" (sanyuan 三元):
1. "Esencia original" (yuanjing 元精)
2. "Aliento original" (yuanqi 元氣)
3. "Espíritu original" (yuanshen 元神)

### Xing
Los Huainanzi (siglo II a. C.) relaciona qi y shen con xing 形 ("forma; figura; cuerpo"):

La forma corporal [xing] es la residencia de la vida; el qi llena esta vida mientras que el shen la controla. Si cualquiera de ellos pierde su posición correcta, todos resultarán perjudicados.
Huainanzi 1, traducción Engelhardt, 2000, p. 99

## Cultura china
La novela Viaje al Oeste (finales del siglo XVI) hace referencia a los Tres Tesoros cuando un patriarca daoísta iluminado instruye a Sun Wukong ("Mono") con un poema que comienza:

Conoce bien esta fórmula secreta maravillosa y verdadera:

Guarda y cuida las fuerzas vitales, esto y nada más.

Todo el poder reside en el semen [jing], el aliento [qi] y el espíritu [shen];

Guárdalos con cuidado, con seguridad, no sea que haya una fuga.

¡Que no haya fugas!

¡Consérvalos dentro del cuerpo!

Viaje al Oeste, traducción Yu, 1977, p. 88